# Eliezer Kaplan
Eliezer Kaplan (Hebreeuws: אליעזר קפלן) (Minsk (Keizerrijk Rusland),  27 januari 1891 – Tel Aviv (Israël), 13 juli 1952) was een Israëlisch politicus. Hij was de eerste minister van Financiën, en de eerste vicepremier. Ook was hij een van de ondertekenaars van de Israëlische onafhankelijkheidsverklaring.
Kaplan bezocht de middelbare school in Lubitch. In 1905 werd hij lid van de Socialistische Zionistische Partij en richtte in 1912 een Zionistische jeugdbeweging op voor Minsk en omgeving. In 1917 studeerde hij af van een Technische Universiteit in Moskou als bouwkundige. In 1919 maakte Kaplan deel uit van de Oekraïense delegatie naar de Vredesconferentie van Parijs
Het jaar daarop emigreerde Kaplan naar het Britse mandaatgebied Palestina. Daar stond hij aan de oprichting van de vakbond Histradroet. Kort daarop werd hij naar Berlijn gestuurd om daar te werken vanuit het wereldwijde hoofdkwartier. In 1923 keerde hij opnieuw naar Palestina terug om daar voor de vakbond te werken. In 1925 werd hij gekozen in de gemeenteraad van Tel Aviv en bleef daarvan lid tot 1933. Ook werd Kaplan gekozen in het bestuur van het Joods Agentschap. Daarvan bleef hij tot 1948 lid.
Als lid van de tijdelijke Volksraad mocht hij op 14 mei 1948 de Israëlische onafhankelijkheidsverklaring tekenen. Meteen na het uitroepen van de onafhankelijk werd hij minister van Financiën in de voorlopige regering. Als lid van Mapai werd hij bij de eerste parlementsverkiezingen in januari 1949 gekozen als lid van de Knesset. Naast minister van Financiën werd hij ook benoemd tot minister van Handel en Industrie in de eerste regering van David Ben-Gurion. In 1952 werd hij benoemd tot de allereerste vicepremier van Israël, maar drie weken later kwam hij te overlijden.
- Gemeinsame Normdatei: 127702032
- International Standard Name Identifier: 0000 0000 6698 9799
- Library of Congress Control Number: no94011081
- Nationale Bibliotheek van Israël: 987007263400705171
- Nederlandse Thesaurus van Auteursnamen: 183102460
- Réseau des bibliothèques de Suisse occidentale: 02-A024358888
- Virtual International Authority File: 303071637